# Trapezuntsko Carstvo
Trapezuntsko Carstvo je bilo posljednje legitimno carstvo koje je bilo izravni nasljednik Rimskog Carstva. Ova država postojala je između 1204. i 1461. godine.

## Nastanak
Dolazak vojnika iz Četvrtog križarskog pohoda pred glavni grad Bizanta je 1203. godine ovo prastaro carstvo bacio u rasulo. Sa željom da to iskoriste, Aleksije i David Komnen, koji su nakon ubojstva svoga djeda, bizantskog cara, Andronika I. Komnena gotovo dva desetljeća živjeli u izbjeglištvu u Gruziji, su se odlučili pokrenuti. Njihova teta Tamara kraljica Gruzije im je 1204. godine odlučila posuditi vojnike da osvoje grad Trabzon i područja uz tadašnju bizantsko-gruzijsku granicu. Zahvaljujući potpori tih vojnika u ožujku 1204. godine dvoje braće su ostvarili svoj početni cilj i proglasili se carevima Bizanta. Kada je vijest da su križari osvojili Carigrad i srušili Bizantsko Carstvo tijekom travnja 1204. godine stigla u Trapezunt, ona je braći dala samo kratkotrajnu nadu da će sve još uvijek slobodne provincije Carstva njih proglasiti za svoje vladare. Kada je ta zamisao propala, odlučili su objaviti rat sada konkurentskom novosnovanom Nicejskom Carstvu. Tijekom početnog razdoblja rasula 1204. godine Trapezuntsko Carstvo se bilo proširilo obalom Crnog mora između približno današnje gruzijsko-turske granice i zapadno od grada Sinopa (najzapadniji grad je bio Heraklea Pontica). Osim ovoga teritorija, dobar dio Krima je prihvatio vlast vladara Trapezunta.

## Ratovi
²Prodiranje trapezuntske vojske na zapad je neminovno dovelo do sukoba s Teodorom I. Laskarisom koje pod svojim zapovjedništvom ima glavninu preostalih bizantskih vojnika u Aziji. Ambiciozna ideja Aleksija i Davida o gradnji svoga velikog Carstva se raspala već 1205. godine. Njihova savezništva s Gruzijom i Latinskim Carstvom su bila preslaba protiv Laskarisa koji vlada iz Nikeje i Ikonijskog Sultanata koji vlada većim djelom unutrašnjosti Male Azije. Već te godine sam Trabzon se našao pod ikonijskom opsadom koju nekako preživljava. S druge strane vojska koja je trebala napasti Nikomediju je pretrpjela poraz i vjerojatno samo zauzetost Teodora njegovim drugim problemima je osigurala kakav takav mir između dva protivnika. Ovaj mir će postati konačan kada 1214. godine grad Sinop pada u ruke Ikonijskog Sultanata čime više nema granice između dva konkurentska Carstva. Smrću prvog cara Aleksija Komnena 1222. godine krimski posjedi države će postati vazalna država poznata pod imenom Teodorsko Kneževstvo.

## Trgovačka postaja
Završetkom ratova Trapezuntsko Carstvo se pomirilo sa svojom tužnom sudbinom nevažne državice koja mora prihvaćati vrhovnu vlast svojih susjeda. Prvobitni vazalni gospodar je bio Ikonijski Sultanat, a potom Mongoli. Nakon što su Mongoli razorili Bagdad 1258. godine, počelo je zlatno doba ove državice. Pošto je Trapezunt priznao vrhovnu vlast nove svjetske sile, a istovremeno imao samostalnost, pretvara se u glavno okupljalište trgovaca na Putu svile koji je skrenut s područja današnjeg Izraela i Libanona na obale Crnog mora. Ništa novu vazalnu situaciju ne pokazuje bolje od Georgija koji nakon odbijanja pružanja vojne pomoći Mongolima protiv Mameluka biva svrgnut i zamijenjen puno vjernijim mlađim bratom Ivanom. Bez obzira na ovo razdoblje blagostanja, Carstvo se polagano konstantno smanjuje jer turski susjedi i Gruzija iznenadnim kratkotrajnim napadima uzimaju komadić po komadić države.

## Državni poredak i bogatstvo
U trenutku osnivanja države ,Aleksije Komnen je sebe proglasio carem Rimskog Carstva (službena titula "Bazilej i Autokrat Rimljana") da bi pod pritiskom obnovljenog Bizanta koji je svojatao ovu titulu ona degradirana političkim dogovorom na "Bazilej i Autokrat cijelog Istoka, Gruzije i prekomorskih teritorija (Krim)". Bez obzira na taj dogovor carevi do svojeg kraja održavaju politički privid upravljanja Bizantskom vladom u izbjeglištvu.
Careva vlast koja je na početku bila apsolutna se ograničava tijekom građanskih ratova polovice XIV. stoljeća kada lokalni feudalci preuzimaju dobar dio državnih ovlasti ograničavajući daljnji utjecaj okrunjenih glava na državne poslove. Od tada pa sve do uništenja države ona je živjela u političkoj ravnoteži između ove dvije suprotne političke snage.
S izuzetkom prva četvrt stoljeća Trapezunt su strani posjetitelji smatrali gotovo kopijom malenog talijanskog grada države koji je čudom nastao na području okruženom muslimanskim državama. Taj privid je bio veoma pojačan stalnim prisustvima talijanskih trgovaca i s nekoliko careva koji su krajem života izvršavali preobraćenje na "jedinu ispravnu vjeru" odričući se pravoslavlja. Genova je čak u neposrednoj blizini prijestolnice izgradila i svoju malenu koloniju koja ostavlja svoj kulturni trag. Zbog svoga življenja od trgovine među posjetiteljima ovog grada se nalazio i veliki broj prvih istraživača svijeta među kojima su najpoznatiji bili Marko Polo i Ruy Gonzalez de Clavijo.
U vrijeme dok su Carigrad i Bizant propadali teritorijalno i financijski, Trapezunt je za Grke bio raj na zemlji. Prihodima od trgovine sagrađene su sjajne crkve i palače što je ostavljalo nezaboravan dojam na sve posjetitelje. Konačni dokaz te razlike ova dva srodna carstva se dogodio kada je bizantski car zamolio Trapezunt da mu pomogne obnoviti carsku palača pošto on nema novca za popravak krova koji prokišnjava. Odgovor na ovaj zahtjev je bila besplatna obnova tamošnje carske palače i crkava koje su se nalazile u još gorem stanju. Zahvaljujući tom bogatstvu (ako usporedimo s drugim tadašnjim grčkim područjima) nakon Moreje ovo Carstvo je postalo najveći centar učenja klasičnog razdoblja iako je Carigrad ostao neupitna duhovna prijestolnica. Najpoznatiji učenjak kojega će dati Trapezunt je bio Basilius Bessarion ( 1395. – 1472.) kardinal (školovan u Carigradu i Moreji) katoličke crkve i de iure latinski patrijarh Carigrada koji je u Italiji jedan od tvoraca renesanse.

## Prestanak blagostanja
Vrhunac blagostanja koje država dostiže traje tijekom vladavine Aleksija II. čijom smrću 1330. godine nastupa razdoblje građanskih ratova. Tijekom sljedećih 20 godina na vlasti se izmijenjuje osam careva, a cijela ekonomija države propada. Stabilizacija koja nastupa vladavinom Aleksije III. je razdoblje laganog, ali neupitnog smanjivanja trgovine od koje država ovisi. Da bi se ovako oslabljeno carstvo održalo njegov car sve svoje kćeri udaje za susjedne emire ili kralja Gruzije kako bi ovim načinom kupio mir. Njegov nasljednik će zaštiti državu ispravnim osloncem na Timura tijekom njegovog rata s Osmanlijama ali to je sve skupa bilo preživljavanje i ništa više.

## Kraj
Najavu neminovnog kraja države je bio dao još 1437. godine P. Tafur kada piše u čuđenju da Trapezunt ima samo 4 tisuće vojnika. Nasljednici Aleksija III. su kako bi sačuvali svoju državicu nastavili voditi njegovu politiku udajama svojih kćerki za susjedne vladare. To su učinili Aleksije IV., Ivan IV. i David koji će biti posljednji car. Ta lokalna politika careva nije imala na kraju krajeva nikakve šanse protiv osmanskog sultana Mehmeda II. koji tada zapovijeda velesilom, a u sebi ima neskrivenu želju da potpuno uništi sve ostatke Bizanta. Iako je David uspio nagovoriti nekoliko lokalnih državica da ga podrže u ratu protiv Osmanlija oni nisu imali nikakve šanse. Nakon mjesec dana opsade i primanja jamstva za svoj život i onaj svoje djece u ljeto 1461. godine David se predao čime završava povijest Trapezuntskog Carstva i legitimnih careva Rimskog Carstva.

## Popis Trapezuntskih careva
- Aleksije I. (1204.–1222.)
- Andronik I. Gidos (1222.–1235.)
- Ivan I. (1235.–1238.)
- Manuel I. (1238.–1263.)
- Andronik II. (1263.–1266.)
- Georgije Trapezuntski (1266.–1280.)
- Ivan II. (1280.–1284.)
- Teodora Trapezuntska (1284.–1285.)
- Ivan II. (ponovno, 1285.–1297.)
- Aleksije II. (1297.–1330.)
- Andronik III. (1330.–1332.)
- Manuel II. (1332.)
- Bazilije Trapezuntski (1332.–1340.)
- Irena Palaiologina (1340.–1341.)
- Ana Anachoutlou (1341.)
- Mihael Megas Komnen (1341.)
- Ana Anachoutlou (ponovno, 1341.–1342.)
- Ivan III. (1342.–1344.)
- Mihael Megas Komnen (ponovno, 1344.–1349.)
- Aleksije III. (1349.–1390.)
- Manuel III. (1390.–1416.)
- Aleksije IV. Trapezuntski (1416.–1429.)
- Ivan IV. (1429.–1459.)
- David Trapezuntski (1459.–1461.)

## Popis poznatih osoba
- Georgije Trapezuntski
- Patrijarh Ivan VIII. Konstantinopolski